# Stazione di Caltignaga
La stazione di Caltignaga è una stazione ferroviaria posta sulla linea Novara-Domodossola, a servizio dell'omonimo comune.

## Storia
La stazione entrò in esercizio il 10 marzo 1864 con l'attivazione della tratta Novara-Gozzano della futura ferrovia per Domodossola, inaugurata solo nel 1888.
Nel 2016 furono avviati i lavori per il prolungamento a 750 metri del binario di incrocio, fino a superare il canale Diramatore Alto Novarese, al fine di garantire la possibilità di incrocio tra i numerosi treni merci che transitano sulla linea. Al contempo furono praticati anche altri lavori di ammodernamento quali la costruzione del sottopasso, dotato di ascensore, oltre che l'innalzamento e la copertura delle banchine. Tali lavori si conclusero nel 2017.

## Strutture ed impianti
La stazione, gestita da Rete Ferroviaria Italiana, è dotata di due binari passanti, dotati entrambi di una propria banchina per l'imbarco dei passeggeri. Queste ultime sono collegate mediante un sottopassaggio, accessibile ai disabili in quanto dotato di ascensori, e parzialmente coperte mediante due pensiline in ferro. 
La maggior parte del traffico si svolge sul primo binario, di corretto tracciato; il secondo è invece utilizzato soltanto per incroci o precedenze. 
L'impianto è impresenziato, in quanto telecomandato a distanza con il sistema CTC, mediante il Dirigente Centrale Operativo con sede a Torino Lingotto.
La stazione dispone di un fabbricato viaggiatori a pianta rettangolare che si sviluppa su due piani. Esso risulta al 2010 interamente chiuso all'utenza in quanto ceduto in comodato d'uso alla locale sezione del Comitato Alpino Italiano. Con i lavori di ristrutturazione del 2016 l'ingresso alla banchina del primo binario è stato spostato a sinistra del FV, con l'isolamento dello stesso e della piccola struttura di servizio ad esso propinqua che ospita alcune apparecchiature tecniche di RFI. Tali interventi hanno inoltre portato alla demolizione di una piccola struttura che ospitava i servizi igienici e di una pensilina in cemento armato dotata di tre posti a sedere. Sulla parete laterale sinistra del FV, vicino all'ingresso, sono presenti due pannelli d'informazione per i passeggeri e un'obliteratrice.

## Movimento
La stazione è servita dai treni regionali svolti da Trenitalia nell'ambito del contratto di servizio stipulato con la regione Piemonte. Tutti i treni passeggeri che percorrono la linea effettuano fermata presso la stazione, per un totale di venti nei giorni feriali ridotti invece a dieci nei festivi.

## Servizi
La stazione è classificata da RFI nella categoria "Bronze"